# Ptilocaulis digitatus
Ptilocaulis digitatus är en svampdjursart som beskrevs av Topsent 1928. Ptilocaulis digitatus ingår i släktet Ptilocaulis och familjen Axinellidae. Inga underarter finns listade i Catalogue of Life.